# Großrosseln
Großrosseln (fr. Grande-Rosselle) – miejscowość i gmina w zachodnich Niemczech, w kraju związkowym Saara, w związku regionalnym Saarbrücken.